# Małe Wu Wu
Małe Wu Wu – płyta nagrana przez zespół Voo Voo z towarzyszeniem Fiolki Najdenowicz i Józefa Gawrycha, zawierająca profesjonalną muzykę skierowaną dla dzieci, po części także przez nich śpiewaną. 

## Opis
Album był jak na owe czasy płytą bardzo nowatorską; dzieci zostały potraktowane na płycie najzupełniej poważnie, dając im do zaśpiewania np. w pełni rockowe piosenki, zawierające także elementy muzyki folkowej różnych kultur – zwłaszcza afrykańskiej i azjatyckiej. 
Najbardziej nowatorskie było jednak wykorzystanie rapu w utworze "Małe Wu Wu", gdyż była to jedna z pierwszych polskich płyt, na której można było usłyszeć ten sposób artykulacji. Ponadto, jako pierwsi w historii polskiej fonografii, wykorzystali technikę skreczu, rejestrując odgłos przesuwania ręką taśmy magnetofonowej bezpośrednio po głowicy magnetofonu. 
Do pierwszego wydania tego albumu, jeszcze w formie płyty winylowej, dołączano grę planszową. Okładkę i grę planszową zaprojektował Leszek Rybarczyk, a okładkę reedycji CD Małego Wu Wu zaprojektował Jarosław Koziara. Autorem całej warstwy tekstowej był Jerzy Bielunas.
Materiał z płyty był również wykorzystany w programie telewizyjnym. W programie tym pojawiły się również utwory, które nie znalazły się na wydanej płycie: A psik!, Piosenka bez sensu i Lucy.

Robiąc te nagrania nie poszliśmy na łatwiznę. Nie była to jakaś artystyczna zdrada. Poza tym mam dwóch synów, ośmio- i jedenastoletniego, więc chyba mogłem coś dla nich skomponować? Pewnie jeszcze pokażemy się w dziecięcych programach telewizyjnych, bo robią je osoby, z którymi wspaniale się pracuje. Jednakże odmówiłem udziału w koncertach dla dzieci, mimo wielkich nalegań z różnych stron. Nie wpuścimy się w ten kanał... "Małe Wu Wu" było dla nas ważnym doświadczeniem. Okazało się, że moi koledzy z zespołu doskonale radzą sobie z komponowaniem piosenek.

## Lista utworów
| 1.  | Małe Wu Wu – część I                                                                           | 1:10  |
|     | - Muzyka: Wojciech Waglewski - Śpiewają: Tomek Adamczewski, Karolina Poznakowska               |       |
| 2.  | Indianie na tapczanie                                                                          | 3:09  |
|     | - Muzyka: Wojciech Waglewski                                                                   |       |
| 3.  | Skacze ślimak, śpiewa żaba                                                                     | 2:56  |
|     | - Śpiewają: Tomek Adamczewski, Marysia Stokłosa - Muzyka: Mateusz Pospieszalski                |       |
| 4.  | Czemu rock jest taki długi                                                                     | 2:51  |
|     | - Muzyka: Andrzej Ryszka - Śpiewają: Tomek Adamczewski                                         |       |
| 5.  | Słonie na balkonie                                                                             | 3:34  |
|     | - Muzyka: Jan Pospieszalski                                                                    |       |
| 6.  | Planetarium w akwarium                                                                         | 4:09  |
|     | - Muzyka: Wojciech Waglewski, Mateusz Pospieszalski                                            |       |
| 7.  | Małe Wu Wu – część II                                                                          | 0:47  |
|     | - Muzyka: Wojciech Waglewski - Śpiewają: Tomek Adamczewski, Karolina Poznakowska               |       |
| 8.  | Czwarta klasa na obcasach                                                                      | 2:44  |
|     | - Muzyka Jan Pospieszalski - Śpiewają: Tomek Adamczewski, Ola Grajkowska, Karolina Poznakowska |       |
| 9.  | Tenao                                                                                          | 3:51  |
|     | - Muzyka: Mateusz Pospieszalski - Śpiewają: Kuba Sojka                                         |       |
| 10. | Żab nie wolno trzymać w domu                                                                   | 2:28  |
|     | - Muzyka Jan Pospieszalski - Śpiewają: Marysia Stokłosa                                        |       |
| 11. | Ufowyliczanka                                                                                  | 2:33  |
|     | - Muzyka: Mateusz Pospieszalski - Śpiewają: Tomek Adamczewski                                  |       |
| 12. | Słodkie abecadło                                                                               | 3:20  |
|     | - Muzyka: Andrzej Ryszka - Śpiewają: Ola Grajkowska                                            |       |
| 13. | Małe Wu Wu – część III                                                                         | 1:29  |
|     | - Muzyka: Wojciech Waglewski - Śpiewają: Tomek Adamczewski, Karolina Poznakowska               |       |
| 14. | Piosenka na B.                                                                                 | 3:29  |
|     | - Muzyka: Wojciech Waglewski                                                                   |       |
|     |                                                                                                | 38:30 |
|     |                                                                                                |       |
Śpiewają także: Danusia Jakubowska, Ada Wons, Maciek Grajkowski, Karol Ludew i Rafał Mikulski.

## Muzycy
- „Tajemnicza Orkiestra Towarzystwa Przyjaciół Chińskich Ręczników”:
  - Wojciech Waglewski
  - Jan Pospieszalski
  - Mateusz Pospieszalski
  - Andrzej Ryszka
- Gościnnie:
  - Violetta Najdenowicz – wokaliza
  - Józef Gawrych – instrumenty klawiszowe